# Piotr Kędzierzawski
Piotr Kędzierzawski, pseud. Pit (ur. 22 grudnia 1975 w Raciążu) – polski muzyk, gitarzysta. zespołu muzyki heavymetalowej Hunter, którego jest członkiem od 1999 roku. Grał również w zespołach: Corpus Delicti, Epidemia oraz The Beat. Autor oraz współautor utworów na płytach MedeiS i T.E.L.I.
Od roku 1994 mieszka w Olsztynie.
Wraz z zespołem Hunter dwukrotnie otrzymał nominację do nagrody polskiego przemysłu fonograficznego Fryderyka, w 2010 i 2012.

## Instrumentarium
| - Dean Michael Schenker Custom - Gibson Les Paul Standard - Fender Stratocaster Japan - Samick OM-8CE (gitara akustyczna) - Krank Revolution One 100 Watt Head + Krank Revolution One Speaker Cabinet - Carvin VL 100 Combo Steve Vai Legacy |  | - Kaczka Jim Dunlop Cry Baby GCB 95 - Tuner Korg DT-7 - Wobo ABC Switch - Digitech Digital Delay - Line6 POD X3 Live |

## Dyskografia
Hunter
- Live (2001, Rubicon)
- Medeis (2003, Polskie Radio)
- Przystanek Woodstock (2004, DVD, Złoty Melon)
- T.E.L.I... (2005, Metal Mind Productions)
- HolyWood (2006, DVD, Metal Mind Productions)
- HellWood (2009, Mystic Production)
- XXV lat później (2011, Mystic Production)
- Królestwo (2012, Tune Project)
- Imperium (2013, Tune Project)
- Niewolność (2016, Pit Studio)